# XMPlay
XMPlay es un reproductor de audio ultra-liviano, con consumo mínimo de memoria, freeware (pero no libre), compatible con los siguientes formatos: Ogg Vorbis, MP3, MP2, MP1, WMA, WAV, CDA, MO3, IT, XM, S3M, MTM, MOD, UMX, y las listas PLS, M3U y ASX. Adicionalmente, otros formatos pueden ser leídos vía plugins nativos del XMPlay o a través de plugins de entrada del Winamp. También soporta visualizaciones de Sonique (más de 90 diferentes). XMPlay está desarrollado solamente por Ian Luck. Actualmente se han agregado plugins de salida de DirectSound y ASIO. Muchos usuarios han querido que se agregue soporte en archivos de video por lo ligero que es el programa.
XMPlay está actualmente en la versión 3.7, esta versión entrega revisiones con los servicios de identificación de CD de Audio, mejoramiento del soporte de WASAPI y una nueva interpretación del lector de skins (Permitiendo mayor libertad de programación de skins).
Además, se ha creado una versión de Instalación no oficial de XMPlay en la que se reúnen los mejores codecs por módulo o por Bits de Sonido, se le ha apodado XMPlay Unlimited, se encuentra libre para descargar desde DeviantArt. Lamentablemente, aún sigue colgada una versión antigua, no ha recibido actualizaciones desde el lanzamiento de la versión 3.5.1 de XMPlay. Una versión más nueva, llamada "MegaPack", ha sido lanzada, pretende actualizar al antiguo paquete de XMPlay Unlimited.